# アレクセイ・スダエフ

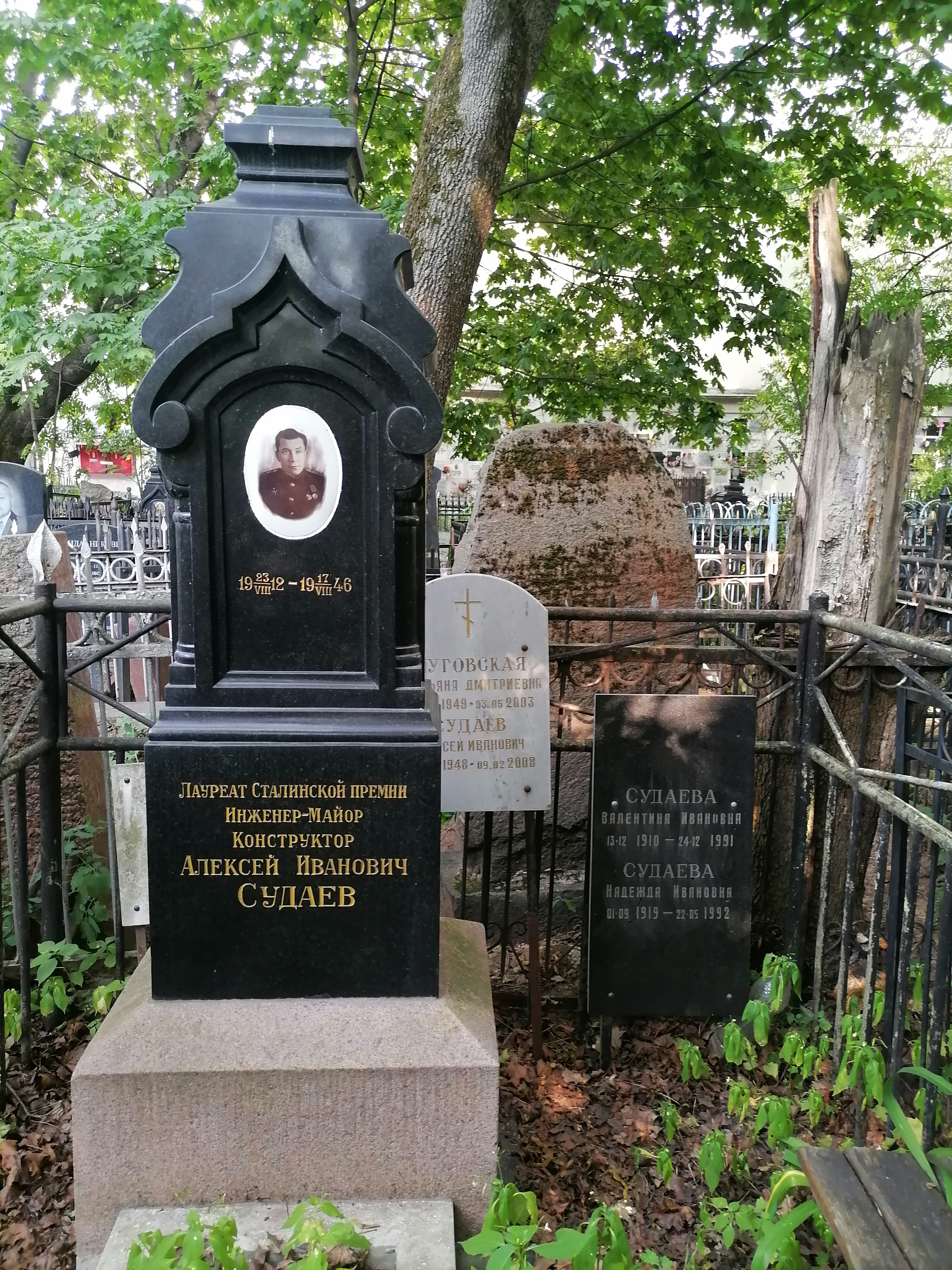
モスクワにあるスダーエフの墓

アレクセイ・イヴァーノヴィチ・スダーエフ（ロシア語: Алексей Иванович Судаев, ラテン文字転写: Alexey Ivanovich Sudayev, 1912年8月23日 - 1946年8月17日）は、ソビエト連邦の銃設計技師。
PPS（短機関銃）とAS-44（自動小銃）を製作した。

## 人物
レニングラードに住んでおり、レニングラード包囲戦にも参加した。PPSはレニングラード防衛のために開発され大量生産される事になった。
スダーエフは新たな中間弾薬である7.62x39mm弾のためにソ連初のアサルトライフルの一つである、AS-44を設計した。最初の試作品は1944年にテストされ、赤軍によって入念な実験が行われた結果、5.6kgでは重すぎるとされた。その後スダーエフは二つ目に製作した、5.35kgにまで重量を減らした軽い試作機にのみ重点を置き作業に取り組んだ、だがこの試作機には解決すべき精度と信頼性の問題を抱えていたままだった。しかし深刻な病気になったスダーエフは設計が確定する前に、34回目の誕生日を迎える前週の1946年に死亡した。